# Say You Love Me (пісня)
Say You Love Me — пісня британської співачки Джессі Вейр. 28 вересня 2014 року була випущена як другий сингл альбому Tough Love. Авторами є Вейр, Ед Ширан, Бенні Бланко і Бен Еш. В березні 2016 став срібним у Великій Британії.

## Початок і запис
Навесні 2013 в перерві між турами Вейр поїхала у Нью-Йорк на два тижні, щоб попрацювати з BenZel (дует Бенні Бланко і Бена Еша) та Едом Шираном. Саме там і народились деякі пісні альбому, включаючи «Say You Love Me» і «Tough Love».
В інтерв'ю 2015 року на передачі BBC Breakfast Вейр пояснила, що ця історія була з нею багато років тому, але зараз вона змогла її відтворити для людей, для її аудиторії.

## Просування і випуск
12 серпня 2014 опубліковане офіційне аудіо на YouTube, а вже 18 сингл вийшов у Британії. 11 вересня на YouTube опублікували відеокліп, режисером якого став дует Tell No One (Люк Вайт і Ремі Вікс).
Окремим синглом для інших регіонів була випущена 28 вересня 2014. Згодом стала її другим хітом (після «Tough Love»), що увійшла до Топ-40 чарту синглів Великої Британії, посівши 22 місце.

## Критика і сприйняття
Бред Вейт із Billboard зазначив, що останній приспів концепцією схожий на пісню Сема Сміта «Stay with Me».
Редактори iTunes посеред інших пісень в альбомі Tough Love відзначили «Say You Love Me», як натхненну співачкою Шаде, про захоплення до якої сама Вейр неодноразово відмічала в інтерв'ю.

## Список композицій
| Цифрове завантаження | Цифрове завантаження | Цифрове завантаження |
| #                    | Назва                | Тривалість           |
| -------------------- | -------------------- | -------------------- |
| 1.                   | «Say You Love Me»    | 4:17                 |

| Міні-альбом реміксів | Міні-альбом реміксів                   | Міні-альбом реміксів |
| #                    | Назва                                  | Тривалість           |
| -------------------- | -------------------------------------- | -------------------- |
| 1.                   | «Say You Love Me» (Ремікс Shura)       | 4:12                 |
| 2.                   | «Say You Love Me» (Ремікс Gorgon City) | 5:04                 |
| 3.                   | «Say You Love Me» (Ремікс Alex Adair)  | 2:58                 |

## Учасники запису
- Джессі Вейр —вокал
- Кріс Склафані — бас-гітара, бек-вокал, зведення
- Ед Ширан —бек-вокал
- Ендрю Левін (англ. Andrew Levin) —бек-вокал
- Арін Вютрих (англ. Aryn Wüthrich) —бек-вокал
- Бенжамін Еш (англ. Benjamin Ash) —бек-вокал
- Джеремі Левін (англ. Jeremy Levin) —бек-вокал
- Марк Стент (англ. Mark Stent) —мікшування
- Джефф Свон (англ. Geoff Swan) —мікшування (асистент)

## Хіт-паради
| Рік  | Чарти (2014–15)                           | Найвища позиція |
| ---- | ----------------------------------------- | --------------- |
| 2014 | Бельгія (Ultratip Flanders)               | 30              |
| 2014 | Чехія (Singles Digitál Top 100)           | 85              |
| 2014 | Ірландія (IRMA)                           | 58              |
| 2014 | Польща (Polish Airplay New)               | 1               |
| 2014 | Шотландія (Official Charts Company)       | 18              |
| 2014 | Велика Британія (Official Charts Company) | 22              |
| 2014 | Росія Airplay (Top Radio Hits)            | 94/140          |
| 2015 | Австралія (ARIA)                          | 91              |

### Польські ЗМІ
- Poplista RMF FM: 1[22]
- Mniej Więcej Lista Radia Zachód (Зелена Гура): 8[23]
- Dublin Top 20 — Radio Plka (Дублін): 10[24]
- Przebojowa Lista Radia Via (Ряшів): 11[25]
- Lista Przebojów Radia Merkury (Познань): 25[26]
- Lista Przebojów Trójki: Szczęśliwa 13[27]

## Сертифікація
| Регіон                                                                                          | Сертифікація | Продажі |
| ----------------------------------------------------------------------------------------------- | ------------ | ------- |
| Велика Британія (BPI)                                                                           | Срібний      | 200 000 |
| *продажі, що базуються лише на сертифікаціях ^відвантаження, що базуються лише на сертифікаціях |              |         |

## Історія випуску
| Регіон          | Дата            | Формат               | Лейбл          |
| --------------- | --------------- | -------------------- | -------------- |
| Велика Британія | 18 серпня 2014  | цифрове завантаження | Island Records |
| Весь світ       | 28 вересня 2014 | цифрове завантаження | Island Records |